# Les Contes de la crypte (série télévisée)
Pour les articles homonymes, voir Les Contes de la crypte.
Les Contes de la crypte (Tales from the Crypt) est une série télévisée américaine en 93 épisodes de 24 minutes, créée d'après Tales from the Crypt, The Haunt of Fear, The Vault of Horror et Shock SuspenStories publiées par EC Comics et William Gaines dans les années 1950. La série a été diffusée entre le 10 juin 1989 et le 19 juillet 1996 sur HBO.
En France, les trois premiers épisodes ont été diffusés sous la forme d'un téléfilm pilote nommé Contes d'outre-tombe en 1991 sur Canal+ puis aussi sur La Cinq et sur TF1 en mai 1992. Rediffusion du pilote le 25 février 1993 sur M6 puis sur 13e Rue, RTL9 et Sci Fi. Rediffusion et épisodes inédits sous le titre Les Contes de la crypte de 1991 à 1992 sur La Cinq puis jusqu'en août 1992 sur TF1 aussi du 7 juillet 1994 au 30 octobre 1998 sur M6. Les épisodes 4 à 6 de la première saison et la deuxième saison ont été diffusés à partir du 23 février 1993 sur Jimmy puis rediffusés dès 1995 sur M6, Série Club, Cinéfaz, Ciné FX et Game One. Les troisième et quatrième saisons ont été diffusées à partir du 7 juillet 1994 sur M6 puis rediffusées sur Série Club. La cinquième saison a été diffusée à partir du 4 juillet 1996 sur M6. La sixième (à part les épisodes 1 et 14) et la septième saison sont quant à elles inédites en France sur Comédie ou encore TV Breizh. En Belgique la série a été diffusée à partir du 17 juillet 1993 sur Canal+ Belgique.
Le 14 avril 2016, TNT annonce la commande d'une nouvelle saison de dix épisodes produite par M. Night Shyamalan. La diffusion était prévue pour 2017. Mais à la suite de problèmes de droits le projet est en attente.

## Thème
Cette série est une anthologie d'« histoires horrifiques » présentées par le Gardien de la crypte, un personnage à l'apparence squelettique et desséchée, adepte de l'humour noir. Ses origines sont racontées dans l'épisode 14 de la saison 2 : L’Enterrée vivante.

## Distribution
De nombreux acteurs sont venus se faire trancher la tête, enterrer vivant, arracher les yeux, couper une jambe au cours des sept saisons, parmi lesquels : Michael Ironside, Héctor Elizondo, Tim Curry, Malcolm McDowell, Tia Carrere, Margot Kidder, Joe Pesci, David Warner, Richard Jordan, Roger Daltrey, Dan Aykroyd, Patricia Arquette, Timothy Dalton, Kirk Douglas, Tim Roth, Whoopi Goldberg, Tom Hanks, Cathy Moriarty, Teri Hatcher, Demi Moore, Amanda Plummer, Brad Pitt, Christopher Reeve, Martin Sheen, Ernie Hudson, Bill Paxton, Brooke Shields, Slash, Zach Galligan, Sugar Ray Leonard, Lea Thompson ou encore Michael J. Fox et James Tolkan.
D'autres acteurs ont réalisé certains épisodes : Michael J. Fox, Tom Hanks, Kyle MacLachlan, Arnold Schwarzenegger, sans oublier des cinéastes célèbres comme William Friedkin, Walter Hill, Tom Holland, Mary Lambert ou Robert Zemeckis.
John Kassir est la voix du gardien de la crypte.

## Épisodes

### Première saison (1989)
1. Le Bourreau en mal d’exécuter (The Man Who Was Death)
2. Nuit de Noël pour femme adultère (And All Through the House)
3. Ulric et les neuf vies du chat (Dig That Cat… He’s Real Gone)
4. Beauté meurtrière (Only Skin Deep)
5. L’Amour parfait (Lover Come Hack To Me)
6. La Collection (Collection Completed)

### Deuxième saison (1990)
1. La Prophétie (Dead Right)
2. L’Échange (The Switch)
3. Cartes à double tranchant (Cutting Cards)
4. Jusqu’à ce que la mort… (’Til Death)
5. À l’amour à la mort (Three's a Crowd)
6. La Chose de la tombe (The Thing From The Grave)
7. Le Sacrifice (The Sacrifice)
8. Hurlement nocturne (For Cryin' Out Loud)
9. Le Triangle à quatre côtés (Four-Sided Triangle)
10. Le Pantin du ventriloque (The Ventriloquist's Dummy)
11. Transformation (Judy, You’re Not Yourself Today)
12. Les Pieds du cadavre (Fitting Punishment)
13. Ma femme est monstrueuse (Korman's Kalamity)
14. L’Enterrée vivante (Lower Berth)
15. Curiosité fatale (Mute Witness to Murder)
16. Terreur en direct (Television Terror)
17. Les Frères Siamois (My Brother’s Keeper)
18. Le Secret (The Secret)

### Troisième saison (1991)
L'épisode 14 est inédit en France mais il est disponible en VOSTFr sur les DVD zone 1 sous le titre Trouillard.
1. Le Piège (The Trap)
2. Un amour éternel (Loved to Death)
3. Le Canyon de la mort (Carrion Death)
4. Abra cadavra (Abra Cadaver)
5. Tête d’affiche (Top Billing)
6. La Perle noire (Dead Wait)
7. Un vampire récalcitrant (The Reluctant Vampire)
8. La Peinture au sang (Easel Kill Ya)
9. Des pompes très funèbres (Undertaking Palor)
10. En faire son deuil (Mournin' Mess)
11. Le Sacre de la tronçonneuse (Split Second)
12. Dernière Limite (Deadline)
13. À en perdre la tête (Spoiled)
14. Trouillard (Yellow)

### Quatrième saison (1992)
Les épisodes 8 et 9 sont inédits en France mais ils sont disponibles en VOSTFr sur les DVD zone 1.
1. Cœur saignant en papillote (None but the Lonely Heart)
2. À mourir de rire (This’ll Kill Ya)
3. Le Tatouage (On a Dead Man’s Chest)
4. Séance (Seance)
5. Le Concours (Beauty Rest)
6. Qu’est-ce que tu mijotes ? (What’s Cookin’)
7. La Dernière Émission (The New Arrival)
8. Epreuve de force (Showdown)
9. Le roi de la route (King of the Road)
10. À la place du mort (Maniac at Large)
11. Dédoublement de personnalité (Split Personality)
12. Allez vous faire pendre (Strung Along)
13. Concerto pour un loup-garou (Werewolf Concerto)
14. Curiosité châtiée (Curiosity Killed)

### Cinquième saison (1993)
1. Mort d’un pigeon voyageur (Death of Some Salesmen)
2. Qui sème le vent (As Ye Sow)
3. Objectif meurtre (Forever Ambergris)
4. Soif de pensées (Food for Thought)
5. Des frères très soudés (People Who Live in Brass Hearses)
6. Deux pour le prix d’une (Two for the Show)
7. La Maison de l’horreur (House of Horror)
8. Illusions perdues (Well Cooked Hams)
9. La Momie qui ne voulait pas mourir (Creep Course)
10. Quand vint l’aurore (Came the Dawn)
11. Les Feux de l’enfer (Oil’s Well That Ends Well)
12. L’Heure des comptes (Half-Way Horrible)
13. Jusqu'à ce que la mort nous sépare (Till Death Do We Part)

### Sixième saison (1994-1995)
La saison 6 est inédite et donc uniquement disponible en VO. Seuls les épisodes 1 et 14 ont été doublés et diffusés en France.
1. Une punition à la mesure du crime (Let the Punishment Fit the Crime)
2. Beauté intérieure (Only Skin Deep)
3. Tourbillon (Whirlpool)
4. Opération Amitié (Operation Friendship)
5. La Vengeance, c'est l'essentiel (Revenge Is the Nuts)
6. Le Pot-de-vin (The Bribe)
7. L'Arène  (The Pit)
8. L'Assassin (The Assassin)
9. Escaliers vers l'horreur (Staired in Horror)
10. Dans le move (In the Groove)
11. Fête surprise (Surprise Party)
12. Le Docteur de l'horreur  (Doctor of Horror)
13. Quand l'aube se lève (Came the Dawn). Ne pas confondre avec l'épisode 10 de la saison 5 qui a le même titre anglais.
14. Chair peinture (99 & 44/100 Pure Horror)
15. Vous, le meurtrier (You, Murderer)

### Septième saison (1996)
La saison 7 est inédite en France donc uniquement disponible en VO.
1. Virée fatale (Fatal Caper)
2. Dernier hommage (Last Respects)
3. Un léger cas de meurtre (A Slight Case of Murder)
4. Evasion (Escape)
5. Horreur dans la nuit (Horror in the Night)
6. Guerre froide (Cold War)
7. Le Kidnappeur (The Kidnapper)
8. Voix d'outre-tombe (Report from the Grave)
9. Ronds tordus de fumée (Smoke Wrings) - Jeu de mots homophonique entre 'smoke ring' (rond de fumée) et 'wring' (tordre, essorer)
10. Délit de faciès (About Face)
11. Confession (Confession)
12. Entendu aujourd'hui... oublié demain (Ear Today… Gone Tomorrow) - Jeu de mots homophonique entre  'hear' (entendre) et 'ear' (oreille). L'expression idiomatique peut se traduire en français par 'ça entre par une oreille et ça ressort par l'autre'.
13. Le Troisième cochon (The Third Pig)

### Les trois films
Les Contes de la crypte ont donné lieu à trois films :
- Le Cavalier du Diable (Tales from the Crypt: Demon Knight) 1995 de Ernest Dickerson
- La Reine des vampires (Tales from the Crypt Presents: Bordello Of Blood) 1996 de Gilbert Adler
- Ritual 2002 de Avi Nesher

Auparavant, le comics originel donna lieu quant à lui à deux films :
- Histoires d'outre-tombe (Tales from the Crypt) 1972 de Freddie Francis
- Le Caveau de la terreur (Vault Of Horror) 1973 de Roy Ward Baker

## Spin-off
En 1997 fut diffusé un spin-off des Contes de la Crypte, intitulé Expériences interdites (Perversions of science en VO), conçu par la même équipe. Cette série dérivée, toujours inspirée de récits publiés par EC Comics mais plus axée science-fiction, présentée cette fois par un robot, ne connut qu'une courte saison de 10 épisodes.

## Distinction
- Prix de la Meilleure Réalisation exceptionnelles la série régulière lors des American Society of Cinematographers 1996 pour Rick Bota pour l'épisode You Murderer.
- Prix de la Meilleure série d'horreur lors des Saturn Award 1995
- Lauréat du Prix du Meilleur réalisateur dans une série dramatique lors des CableACE Awards 1995 pour Gary Fleder pour l'épisode Forever Ambergris.
- Lauréat du Prix du Meilleur Directeur de la photographie pour Rick Broda pour une comédie ou série dramatique lors des CableACE Awards 1995.
- Lauréat du Prix du Meilleur maquillage lors des CableACE Awards 1995 partagé entre Justin B. Henderson, Bernhard Eichholz, Ashlee Petersen, Todd Masters, Dave Matherly, Scott Patton, Timothy Huizing, Donna-Lou Henderson et James Rohland.
- Prix du Meilleur acteur dans une série dramatique pour Tim Curry pour l'épisode Death of Some Salesmen lors des CableACE Awards 1995.
- Prix du Meilleur acteur dans une série dramatique pour Bill Paxton pour l'épisode People Who Live in Brass Hearses lors des CableACE Awards 1995.
- Prix du Meilleur acteur dans une série dramatique pour David Paymer pour l'épisode Two for the Show lors des CableACE Awards 1995.
- Prix de la Meilleure actrice dans une série dramatique pour Isabella Rossellini pour l'épisode You, Murderer lors des CableACE Awards 1995.
- Prix du Meilleur réalisateur dans une série dramatique pour Gilbert Adler pour l'épisode Death of Some Salesmen lors des CableACE Awards 1995.
- Prix du Meilleur réalisateur dans une série dramatique pour Robert Zemeckis pour l'épisode You, Murderer lors des CableACE Awards 1995.
- Prix du Meilleur directeur de la photographie dans une série dramatique pour John R. Leonetti pour les épisodes Death of Some Salesmen, As Ye Sow, et Well Cooked Hams lors des CableACE Awards 1995.
- Prix du Meilleur directeur de la photographie dans une série dramatique pour Rick Bota pour l'épisode You, Murderer lors des CableACE Awards 1995.
- Prix du Meilleur directeur de la photographie dans une série dramatique pour Levie Isaacks pour l'épisode Only Skin Deep lors des CableACE Awards 1995.
- Prix de la Meilleure série dramatique lors des CableACE Awards 1995 partagé entre Robert Zemeckis, Joel Silver, Walter Hill, David Giler et Richard Donner.
- Prix de la Meilleure série dramatique lors des CableACE Awards 1995 partagé entre David Giler (producteur exécutif), Gilbert Adler (producteur, coproducteur, scénariste), Joel Silver (executive producer), Walter Hill (executive producer), Robert Zemeckis (producteur exécutif, réalisateur), William Malone (director), A L Katz (producteur, coproducteur, scénariste), Dick Beebe (scénariste), Ron Finley (scénariste), Russell Mulcahy (réalisateur) et Richard Donner (producteur exécutif).
- Prix du Meilleur costume de la série dramatique pour Warden Neil pour l'épisode Whirlpool lors des Primetime Emmy Awards 1995.
- Prix du Meilleur acteur dans une série dramatique pour Tim Curry pour les épisodes Mother/Father/Sister/Daughter et For episode Death Of Some Salesman lors des Primetime Emmy Awards 1994.
- Prix du Meilleur maquillage de la série dramatique pour Todd Masters (special makeup supervisor), Donna-Lou Henderson (key makeup artist), Nanette Moore (key makeup artist) et Scott Wheeler (special makeup artist) pour l'épisode Well Cooked Hams lors des Primetime Emmy Awards 1994.
- Lauréat du Prix Eddie de la Meilleure série diffusée lors des American Cinema Editors 1994 pour Stephen Lovejoy pour l'épisode People Who Live in Brass Hearses.
- Prix du Meilleur directeur de la photographie dans une série dramatique pour John R. Leonetti pour l'épisode Strung Along lors des CableACE Awards 1994.
- Prix du Meilleur de la série dramatique lors des CableACE Awards 1994 partagé entre A L Katz (producteur), David Giler (producteur exécutif), Gilbert Adler (producteur), Walter Hill (executive producer), Robert Zemeckis (producteur exécutif), Joel Silver (producteur exécutif) et Richard Donner (producteur exécutif).
- Prix du Meilleur maquillage pour Todd Masters pour l'épisode Curiosity Killed lors des CableACE Awards 1994.
- Prix du Meilleur guest jeune acteur vedette dans une télévision lors des Young Artist Awards 1994.
- Lauréate du Prix de la Meilleure actrice dans une série dramatique pour Cathy Moriarty pour l'épisode Seance lors des CableACE Awards 1993.
- Prix du Meilleur acteur dans une série dramatique pour Joe Pesci pour l'épisode Split Personality lors des CableACE Awards 1993.
- Prix du Meilleur réalisateur dans une série dramatique pour Gary Fleder pour l'épisode Seance lors des CableACE Awards 1993.
- Prix du Meilleur directeur de la photographie dans une série dramatique pour Jan de Bont pour l'épisode Split Personality lors des CableACE Awards 1993.
- Prix du Meilleur directeur de la photographie dans une série dramatique pour John R. Leonetti pour l'épisode Maniac at Large lors des CableACE Awards 1993.
- Prix du Meilleur de la série dramatique lors des CableACE Awards 1993 partagé entre Walter Hill (producteur exécutif), David Giler (executive producer), Joel Silver (executive producer), Gilbert Adler (producer), Robert Zemeckis (executive producer) et Richard Donner (producteur exécutif).
- Prix du Meilleur son original dans une série dramatique pour Bill Conti pour l'épisode Maniac at Large lors des CableACE Awards 1993.
- Lauréat du Prix du Meilleur montage sonore pour un épisode de télévision pour Patrick M. Griffith pour l'épisode Seance lors des Motion Picture Sound Editors 1993.
- Prix de la Meilleure série d'horreur lors des Saturn Award 1993
- Prix de la Meilleure série d'horreur lors des Saturn Award 1992
- Lauréat du Prix du Meilleur montage sonore pour un épisode de télévision pour Patrick M. Griffith pour l'épisode Yellow lors des Motion Picture Sound Editors 1992.
- Prix du Meilleur son original dans une série dramatique pour Nicholas Pike pour l'épisode Mournin Mess lors des CableACE Awards 1992.
- Prix du Meilleur casting pour un épisode d'une série dramatique pour Vicki Huff lors des Casting Society of America 1992.
- Prix du Meilleur maquillage de la série dramatique pour Todd Masters (special effects make-up designer/creator) et Michael Spatola (make-up) pour l'épisode Yellow lors des Primetime Emmy Awards 1992.
- Prix du Meilleur acteur dans une série dramatique pour Kirk Douglas lors des Primetime Emmy Awards 1992.
- Prix du Meilleur réalisateur dans une série dramatique pour Howard Deutch pour l'épisode Dead Right lors des CableACE Awards 1991.
- Lauréat du Prix du Meilleur montage sonore pour un épisode de télévision pour Gerry Lentz pour l'épisode Mon plus beau secret lors des Motion Picture Sound Editors 1991.
- Prix de la Meilleure anthologie pour un épisode de télévision pour Frank Darabon pour l'épisode The Ventriloquist's Dummy lors des Writers Guild of America 1991.
- Prix du Meilleur guest jeune acteur vedette dans un câble spécial lors des Young Artist Awards 1991.
- Prix du Meilleur acteur dans une série dramatique pour William Hickey pour les épisodes Carlton Webster et The Switch lors des Primetime Emmy Awards 1990.

## Commentaires
En 1947, William Maxwell Gaines, éditeur américain, reprend la maison d’édition de son père EC Comics. Il troque les histoires familiales et éducatives pour des œuvres plus adultes dans des genres divers (guerre, policier et horreur). Ce n'est que vingt ans plus tard qu'ils réapparaissent en Grande-Bretagne et cette fois sur grand écran pour deux films à sketches avec cinq histoires dans chacun : Histoires d'outre-tombe en 1972 et Le Caveau de la terreur en 1973.
En 1989, Joel Silver s’associe avec la HBO, Robert Zemeckis, Richard Donner, David Giler et Walter Hill, pour faire une série de ces contes. La première saison compte six épisodes, la deuxième dix-huit.
De nombreux compositeurs de films sont également venus contribuer à ces œuvres, entre autres Danny Elfman (Sleepy Hollow, Edward aux mains d'argent), Alan Silvestri (Forrest Gump), etc.
En 1991, la bande dessinée Two-Fisted Tales a été adaptée pour la télévision par les producteurs Joel Silver, Richard Donner, et Robert Zemeckis. Diffusé sur la Fox, le pilote, reprenant l'épisode Yellow de la saison 3 des Contes de la crypte et deux nouveaux segments, n'a pas obtenu le succès escompté. Les deux nouveaux segments (Showdown et King of the Road) ont ensuite été incorporés à la saison 4 des Contes de la crypte.
En 1993, une série animée américano-canadienne intitulée Crypte Show (Tales From The Cryptkeeper) a été diffusée en France, sur Canal Plus et sur M6. Deux ans plus tard, un film Le Cavalier du Diable (Demon Knight) voit le jour, suivi par un deuxième film La Reine des vampires en 1996. Et le dernier et troisième volet Ritual voit le jour en 2001 mais inédit en France.
Le doublage français du Gardien de la Crypte a été effectué par le comédien de doublage français Francis Lax, connu pour avoir doublé Harrison Ford pour la trilogie Star Wars.
Il existe des films à sketches ayant été grandement inspirés par les EC Comics comme :
- Creepshow (1982) de George A. Romero
- Creepshow 2 (1987) de Michael Gornick
- Darkside, les contes de la nuit noire (1990) de John Harrison
- Petits cauchemars avant la nuit (1993) de John Carpenter et Tobe Hooper
- Necronomicon (1994) de Christophe Gans, Shusuke Kaneko et Brian Yuzna
- Terror Tract (2000) de Lance W. Dreesen et Clint Hutchinson
- Histoires d'outre tombe (Tales from the grave) (2003) de Dave Parker
- Creepshow 3 (2006) de Ana Clavell et James Glenn Dudelson (inédit en France)

## Produits dérivés
Un flipper des Contes de la Crypte est sorti et édité par Data East.

### Bandes dessinées
- Tales from the crypt : Volume 1, Plus morts que vivants ! / Jack Davis. Paris, Albin Michel, 8 avril 1999, 72 p.  (ISBN 2-226-10796-7)
- Tales from the crypt : Volume 2, Qui a peur du grand méchant loup ? / Jack Davis. Paris, Albin Michel, 8 avril 1999, 72 p.  (ISBN 2-226-10797-5)
- Tales from the crypt : Volume 3, Adieu jolie maman !
- Tales from the crypt : Volume 4, Partir, c'est mourir un peu
- Tales from the crypt : Volume 5, Coucou me revoila !
- Tales from the crypt : Volume 6, Au bout du rouleau
- Tales from the crypt : Volume 7, Chat y est-tu ?
- Tales from the Crypt : Volume 8, Sans les mains !
- Tales from the Crypt : Volume 9, Plus dure sera la chute

### Éditions en vidéos

#### En VHS
- VHS Universal sortie en 1990
  - Contes d'outre-tombe, épisodes : Le bourreau en mal d'exécution, Nuit de Noël pour femme adultère et Ulric et les neuf vies du chat
  - Contes Épouvantables 1er volume, 3 épisodes
  - Contes Épouvantables 2e volume, 3 épisodes
- VHS warner sortie en 1993
  - Les Contes de la crypte 2e volume, épisodes : Beauté meurtrière, L'amour parfait et La collection
  - Les Contes de la crypte 3e volume, épisodes : La prophétie, L'échange et Cartes à double tranchants

#### En DVD
-  France :
En France, la série a été partiellement éditée en 13 DVD, avec 3 épisodes par DVD, vendu séparément ou réuni dans un coffret.
Note : sur la jaquette des DVD, certains titres d'épisodes diffèrent avec le vrai titre présent dans le générique d'ouverture.
- le 13 novembre 2003
  - DVD Les Contes de la crypte 1 avec les épisodes Le piège, En faire son deuil et Tête d'affiche
  - DVD Les Contes de la crypte 2 avec les épisodes Abra cadavra, Un amour éternel et Une punition à la mesure du crime
- le 13 décembre 2003
  - DVD Les Contes de la crypte 3 avec les épisodes Le canyon de la peur, La peinture au sang et Le concours
- le 13 janvier 2004
  - DVD Les Contes de la crypte 4 avec les épisodes Un vampire récalcitrant, La dernière émission et Qu'est-ce que tu nous mijotes ?
- le 13 février 2004
  - DVD Les Contes de la crypte 5 avec les épisodes La perle noire, À en perdre la tête et À mourir de rire
- le 13 mars 2004
  - DVD Les Contes de la crypte 6 avec les épisodes Le sacre de la tronçonneuse, Séance et Allez-vous faire pendre
- le 3 avril 2004
  - DVD Les Contes de la crypte 7 avec les épisodes Dernière limite, Concerto pour un loup-garou et Mort d'un pigeon voyageur
  - DVD Les Contes de la crypte 8 avec les épisodes Cœur saignant en papillote, Curiosité châtiée et Objectif meurtre
- le 24 avril 2004
  - DVD Les Contes de la crypte 9 avec les épisodes Le tatouage, Illusions perdues et Deux pour le prix d'une
  - DVD Les Contes de la crypte 10 avec les épisodes À la place du mort, La momie qui ne voulait pas mourir et Jusqu'à ce que la mort nous sépare
- le 15 mai 2004
  - DVD Les Contes de la crypte 11 avec les épisodes Dédoublement de personnalité, Quand vint l'aurore et Soif de pensées
  - DVD Les Contes de la crypte 12 avec les épisodes Qui sème le vent, L'heure des comptes et Chair peinture
- le 22 mai 2004
  - DVD Les Contes de la crypte 13 avec les épisodes Des frères très soudés, Les feux de l'enfer et Des pompes très funèbres

-  États-Unis :

Aux États-Unis, la série a été intégralement éditée en DVD (les cinq premières saisons bénéficient de sous titres français).